# Lauren Haney
Lauren Haney, pseudonimo di Betty Winkelman (1936), è una scrittrice statunitense.

## Biografia
Iniziando come dattilografa governativa, Haney si è fatta strada fino a diventare editrice/scrittrice tecnica senior nell'industria aerospaziale e delle costruzioni internazionali. Alla fine degli anni '80 si interessò alla scrittura di romanzi. Dopo che il suo primo tentativo di scrivere romanzi non riuscì nel trovare un editore, ha usato il suo interesse e la conoscenza dell'antico Egitto come ambientazione. I suoi otto romanzi storici gialli pubblicati sono ambientati durante il regno congiunto di Hatshepsut e Thutmose III, della XVIII dinastia egizia del Faraone. I primi libri si svolgono negli insediamenti di frontiera lungo il Nilo nella Bassa Nubia, dove il tenente Bak e la sua truppa della polizia di Medjay lottano per mantenere l'ordine e catturare chiunque trasgredisca contro Maat, la dea della giustizia. I romanzi successivi si estendono in termini di ambientazioni, dato sono ambientati in vari luoghi dell'antico Egitto.
I romanzi di Haney sono stati pubblicati in tedesco, inglese e francese e nella Repubblica Ceca, ma sono inediti in Italia. Ha vissuto nel Missouri, a New York, in California e nel New Mexico e ora vive nella California del Nord. Viaggia spesso all'estero, specialmente in Egitto, e ha contribuito con articoli e recensioni di libri alle riviste del KMT e dell'Antico Egitto. Il suo racconto Happy Birthday, Kid ha vinto il Secondo Premio in un concorso internazionale di racconti. Il suo racconto breve Murder in the Land of Wawat è stato nominato per un premio Anthony.

## Opere

### SerieLieutenant Bak
1. The Right Hand of Amon (1997)
2. A Face Turned Backward (1999)
3. A Vile Justice (1999)
4. A Curse of Silence (2000)
5. A Place of Darkness (2001)
6. A Cruel Deceit (2002)
7. Flesh of the God (2003)
8. A Path of Shadows (2003)

### Racconti brevi
- A Matter of Business (1997)
- Happy Birthday, Kid (2000)
- Murder in the Land of Wawat (2002)
- Onate's Foot (2009)
- A Certain and Untimely Death (2012)

### Opere non fittizie
- Buhen: Blueprints of an Egyptian Fortress (estate del 1995)
- Spacious & Comfortable Dwellings: Homes of the Nobles at Akhetaten (estate del 1999)
- Akh Isut Nebhepetre, The Mortuary Complex at Deir el Bahari of Nebhepetre Montuhotep (autunno 2001)
- Ancient Egypt 101; A Quick Refresher Course (2003)
- The Belly of Stones: Ancient Egypt's Southern Frontier (febbraio/marzo 2003)
- Royal Cemeteries of Nubia (dicembre 2013/gennaio 2014)
- Thutmose III the Builder: The Mansions of Millions of Years (agosto/settembre 2014)
- Old Kingdom Settlement in Nubia (giugno/luglio 2016)
- Serabit el-Khadim: The Turquoise Mountain (ottobre/novembre 2017)

### Recensioni di libri
- Book Report: Stuart Tyson Smith, Askut in Nubia: The Economics and Ideology of Egyptian Imperialism in the Second Millennium B.C. (estate 1996)
- Book Shelf: Peter Lacovara, The New Kingdom Royal City (B.Winkelman), KMT 9:2, (estate 1998)
- Book Shelf: Dietrich Wildung, ed., Sudan: Ancient Kingdoms of the Nile (Betty Winkelman), (autunno 1998)
- Book Shelf: Florence Dunn Friedman, ed., Gifts of the Nile: Ancient Egyptian Faience (B. Winkelman) (primavera 1999)
- Book Shelf: Joyce Tyldesley, Judgement of the Pharaoh: Crime and Punishment in Ancient Egypt (Betty Winkelman) (primavera 2001)

## Fonti
- "Lynda S. Robinson and Lauren Haney: Detection in the Land of Mysteries," by Rita Rippetoe, in The Detective as Historian: History and Art in Historical Crime Fiction, Volume 1, edited by Ray Broadus Browne, Lawrence A. Kreiser
- The Mammoth Book of Egyptian Whodunnits, Mike Ashley